# Instituts- und Hörsaalgebäude der Naturwissenschaftlichen Fakultät

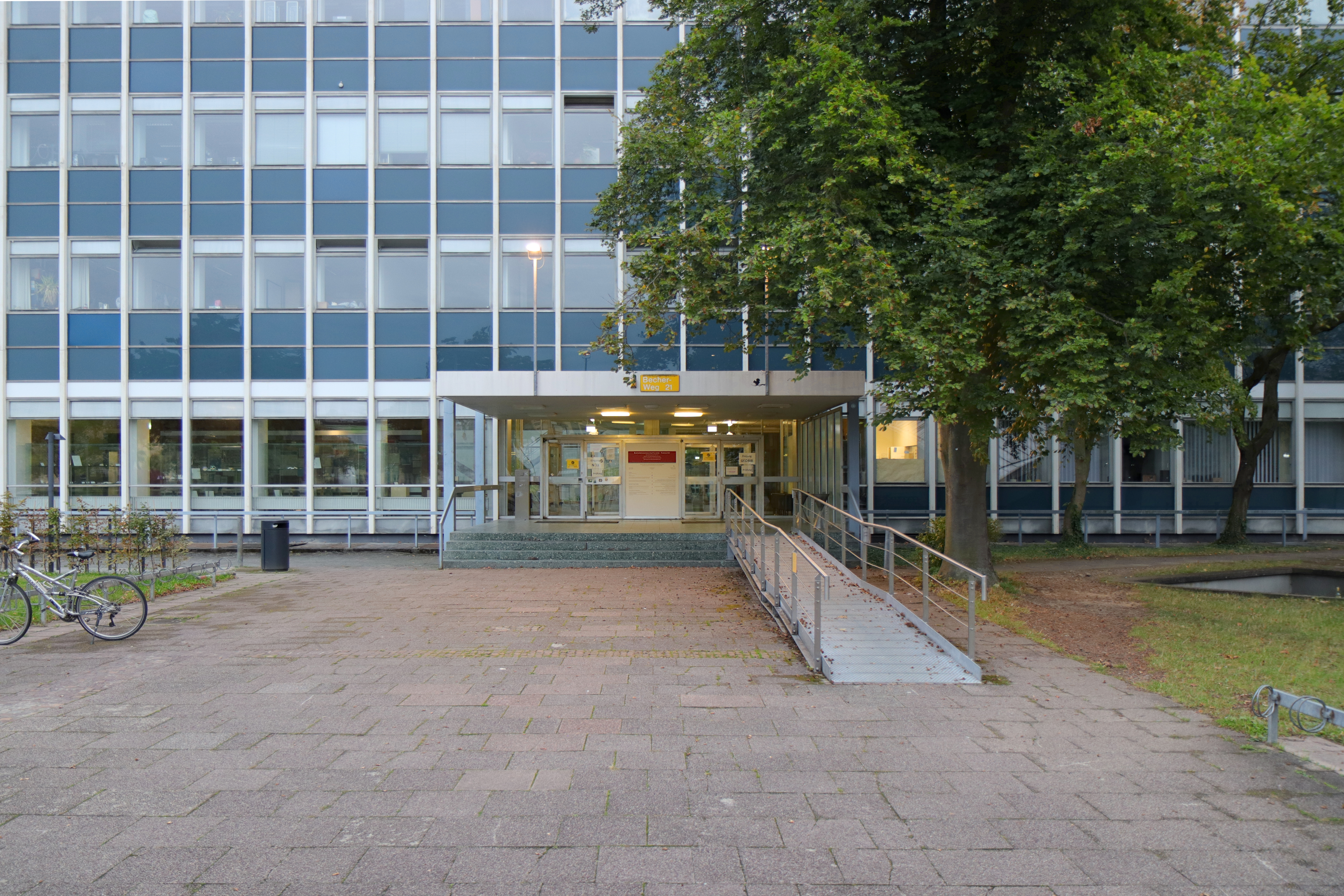
Naturwissenschaftliche Fakultät der Johannes Gutenberg-Universität Mainz, Eingang

Das Institutsgebäude und das „Muschel“ genannte Hörsaalgebäude der naturwissenschaftlichen Fakultät (NatFak) sind zwei Werke der Nachkriegsmoderne auf dem Campus der Johannes Gutenberg-Universität Mainz. Sie wurden vom späteren Leiter des Universitätsbauamts Lothar Leonards entworfen und stehen seit 2018 unter Denkmalschutz.

## Lage

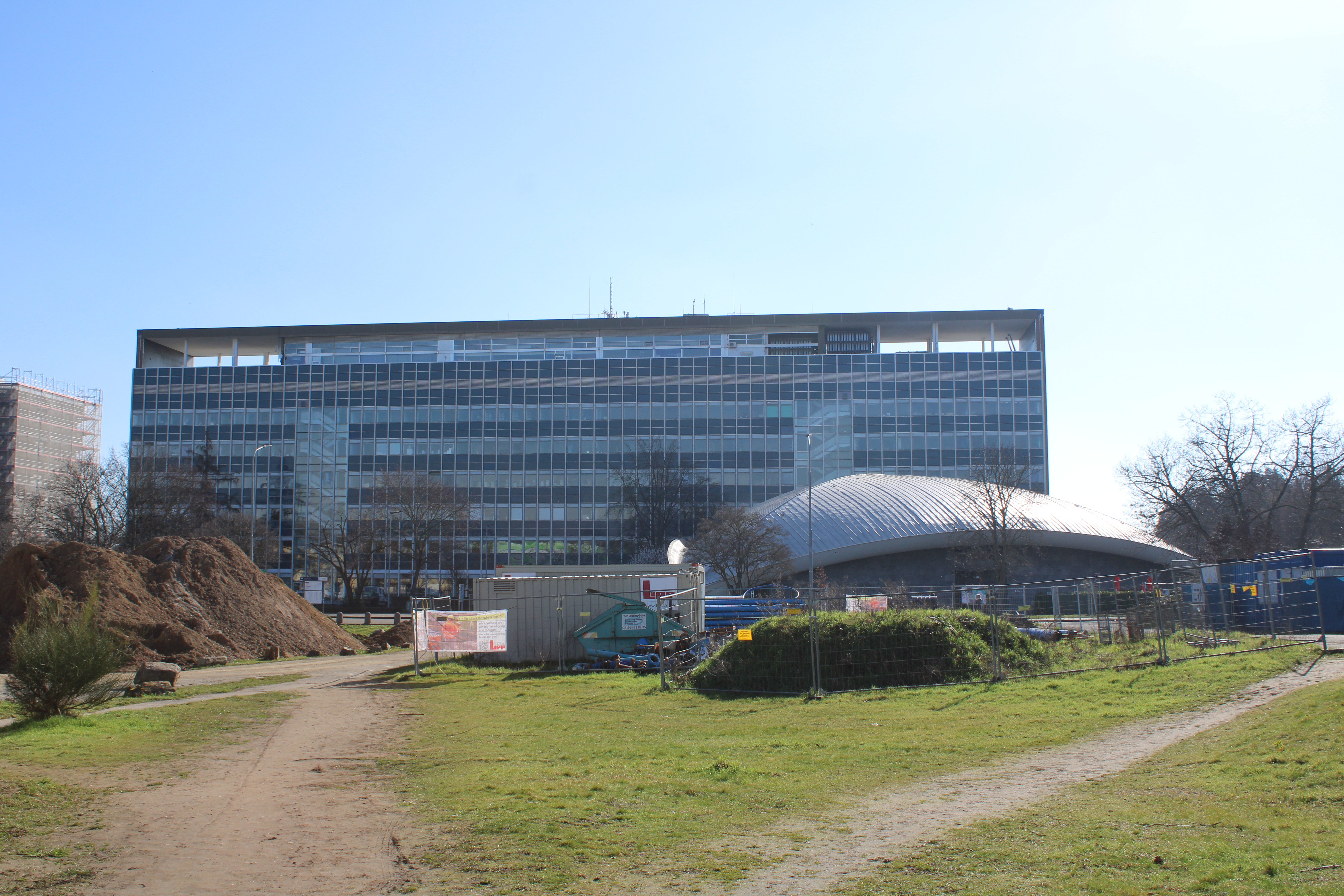
Naturwissenschaftliche Fakultät der Johannes Gutenberg-Universität Mainz, Johann-Joachim-Becher-Weg 21 und 23 (2023)

Auf dem Campus der Johannes Gutenberg-Universität Mainz liegt die naturwissenschaftliche Fakultät zwischen dem Johann-Joachim-Becher-Weg, dem Colonel-Kleinmann-Weg und dem Anselm-Franz-von-Brentzel-Weg. Das Hauptgebäude und die „Muschel“ haben die Hausnummern Johann-Joachim-Becher-Weg 21 und 23.

## Beschreibung

### Institutsgebäude

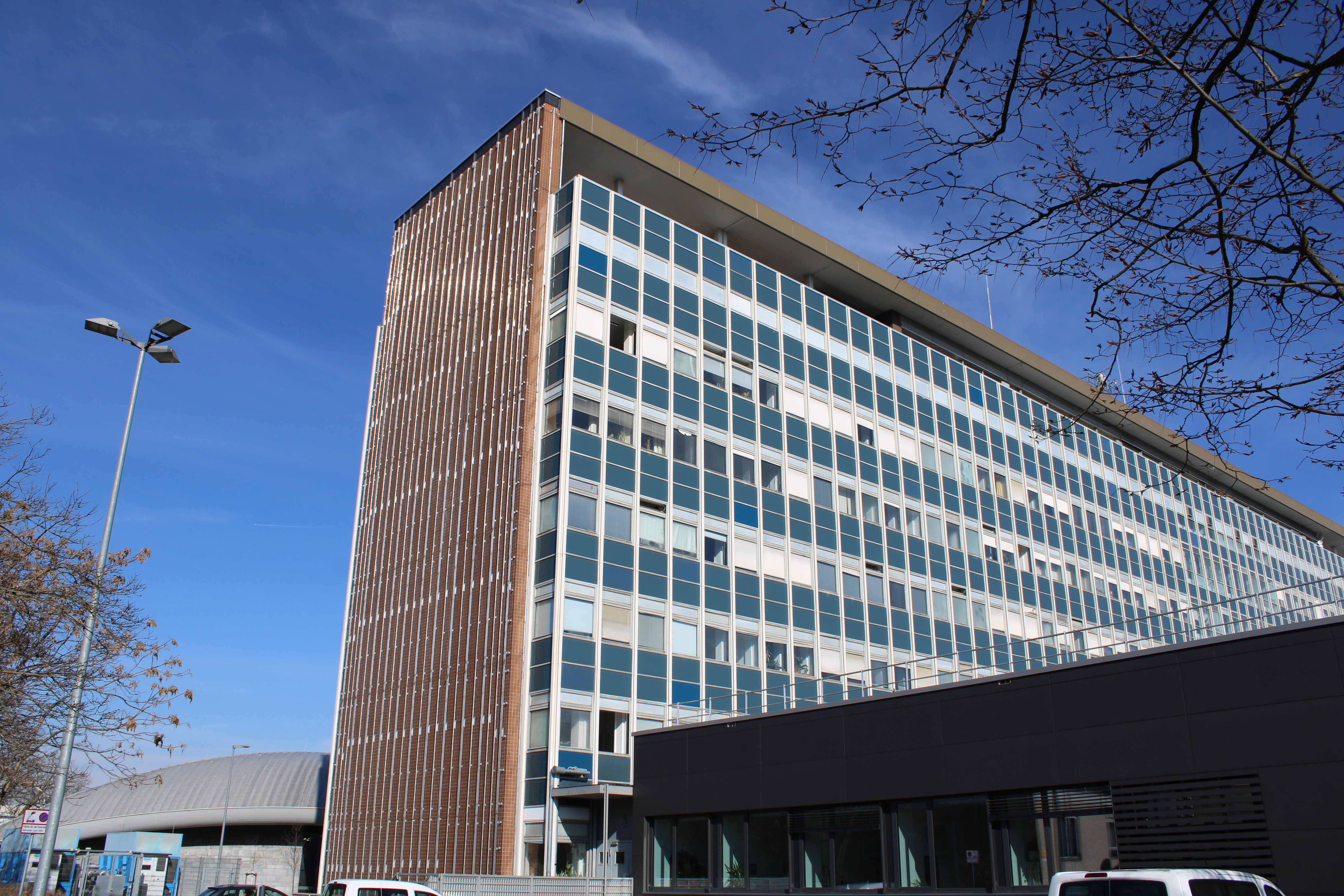
Institutsgebäude mit ursprünglichem, keramischem Rahmen, der inzwischen mit Faserzementplatten verkleidet wurde (2023)

Der 106 m lange, 16 m tiefe und 33 m hohe Bau sowie sein grüner Vorplatz prägen den Mainzer Campus. Das Fakultätsgebäude wurde als Stahlkonstruktion mit Doppel-T-Trägern ausgeführt. Bei der Fassade betonen die Brüstungen aus blauem Glas die Horizontale. Die feinen Fensterprofile betonen die Senkrechte. Die harmonische Gliederung wird durch zwei Treppenhäuser, deren Treppenläufe durch die Verglasung nach außen scheinen, aufgelockert. Auf den Stirnseiten des Gebäudes beginnt ein Rahmenelement, das das gesamte Gebäude einfasst. Der Rahmen und somit das Dach des Senatssaals im oberen Geschoss liegen von der Hauptfassade gesehen nach hinten versetzt.
Innen prägen die zentral angeordneten Aufzüge und Lastenaufzüge das Foyer.
Der Bau wurde in den Jahren 1964 bis 1968 realisiert und auf der Rückseite durch Anbauten ergänzt.

### Hörsaalgebäude

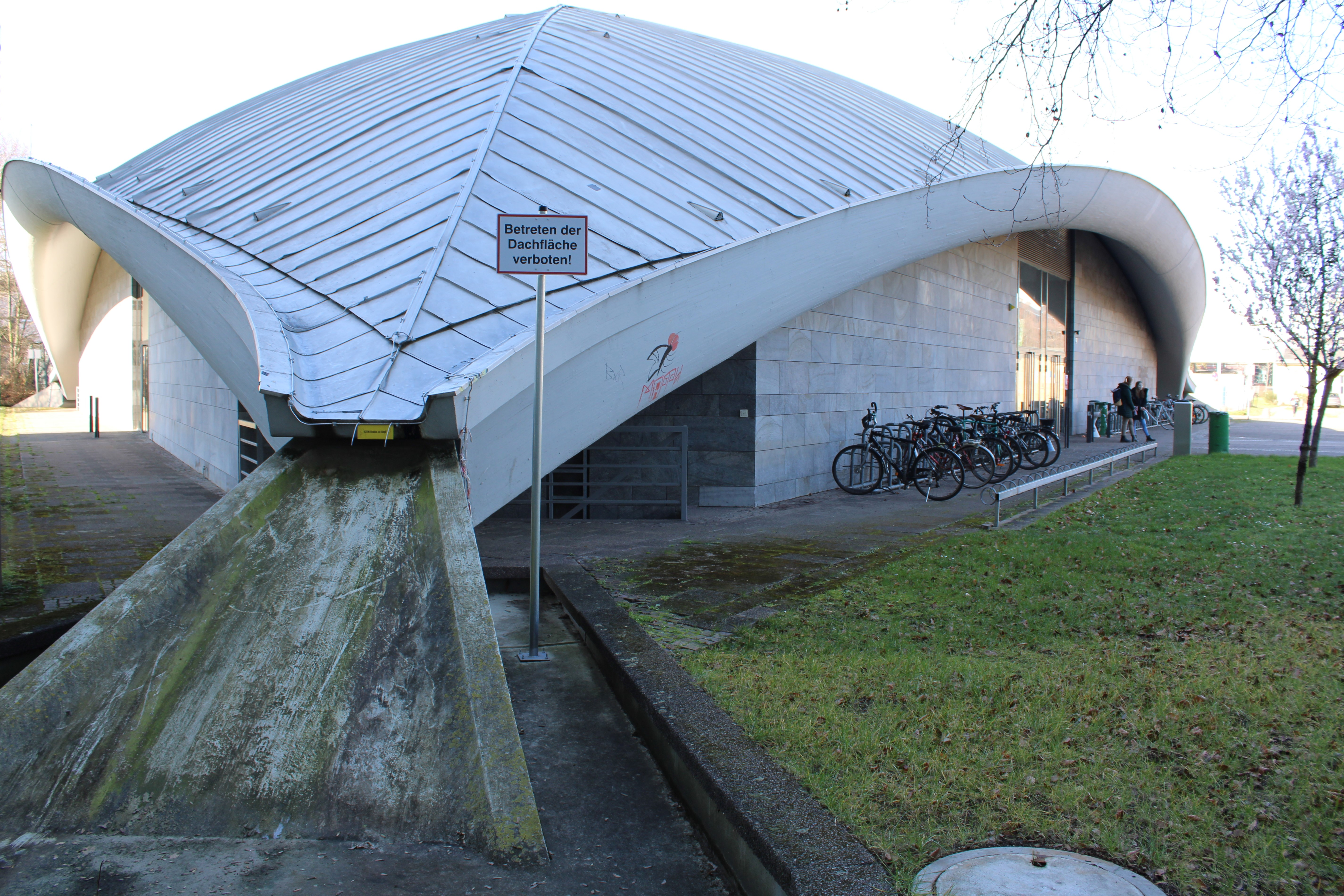
Regenwasserführung am Hörsaalgebäude „Muschel“ (2023)

Vom Erdgeschoss bis zum Untergeschoss erstrecken sich drei Hörsäle auf insgesamt dreieckigem Grundriss. Die Hörsäle für je 200 bis 300 Studierende liegen jeweils im den Ecken des Gebäudes und wurden innen mit Edelholzfurnieren verkleidet. Darüber schwebt eine Betonschale, die an den drei Eckpunkten aufgelagert ist. Die Spannweite des Daches beträgt 55,70 m. Der Rand dieses zweischaligen Betondachs ist nach außen gewölbt, so dass diese Rinne das Regenwasser in die drei Eckpunkte ableiten kann. Die Außenfassade wurde mit Westerwälder Trachyt verkleidet. Eine schwebende, gewendelte Treppe prägt das Foyer, dass für Feierlichkeiten genutzt wird.
Schon während der Bauzeit in den Jahren 1967 bis 1969 wurde die Bezeichnung „Muschel“ für das Gebäude angewendet.

## Bedeutung
Lothar Leonards orientierte sich mit seiner Gestaltung an Vorbildern aus den USA. Die internationale Architektur repräsentierte die Leistungsfähigkeit der Universität und stand für wissenschaftlichen Fortschritt und die Freiheit der Wissenschaft. Die Gebäude bildeten Ende der 1960er Jahre einen Höhepunkt der Campusentwicklung und wurden deshalb im Jahr 2018 unter Denkmalschutz gestellt.

## Kunst am Bau
Auf der Grünfläche vor dem Gebäude befinden sich ein rotes und ein blaues Objekt des Künstlers Reinhold Petermann.